# مولی گودنبور
مولی گودنبور (انگلیسی: Molly Goodenbour؛ زادهٔ ۸ فوریهٔ ۱۹۷۲) بازیکن بسکتبال اهل ایالات متحده آمریکا است.